# Referendo à despenalização do aborto em Portugal (2007)
O referendo para a despenalização do aborto em Portugal (2007) realizou-se no dia 11 de Fevereiro de 2007, tendo sido o terceiro referendo realizado em Portugal e o segundo sobre a temática da interrupção voluntária da gravidez.

## Antecedentes
O primeiro referendo sobre este tema foi realizado no dia 28 de Junho de 1998, sendo nessa época a questão formulada da seguinte forma:
- "Concorda com a despenalização da interrupção voluntária da gravidez, se realizada, por opção da mulher, nas 10 primeiras semanas, em estabelecimento de saúde legalmente autorizado?"

O seu resultado não foi vinculativo, uma vez que apenas votaram menos de 32% dos eleitores, ganhando então o "Não" com uma margem mínima (menos de 51%).
A lei existente definia que a interrupção voluntária da gravidez poderia ser realizada legalmente até às 12 semanas em caso de risco para a vida da mãe ou para a sua saúde física ou mental, até às 16 semanas em casos de violação, e até às 24 semanas se o feto tivesse doenças incuráveis ou malformações. 

## Referendo de 2007
Os defensores da despenalização da interrupção voluntária da gravidez, no entanto, nunca desistiram desta questão. Aproveitando a maioria absoluta do PS, agora com José Sócrates como primeiro-ministro e com o seu patrocínio, conseguiram provocar um novo referendo.
A questão do referendo de 2007 foi:
- «Concorda com a despenalização da interrupção voluntária da gravidez, se realizada, por opção da mulher, nas primeiras dez semanas, em estabelecimento de saúde legalmente autorizado?».[1]

Formaram-se vários movimentos cívicos, quer pelo lado do Não (muito apoiado pela Direita e pela Igreja Católica, bem como sustentada pela Concordata com a Santa Sé), quer pelo lado do Sim (muito apoiado pela Esquerda), havendo porém excepções em ambos os campos.
O resultado deste Referendo voltou a não ser vinculativo, embora a participação fosse maior — votaram um pouco menos de 44% dos eleitores — pelo que a Assembleia da República ficou livre para proceder à alteração da legislação, o que viria a ser feito pela Lei nº 16/2007 de 17 de Abril.
O referendo de 2007 abriu, assim, caminho à alteração da lei e da Constituição da República Portuguesa, permitindo que a interrupção voluntária da gravidez fosse despenalizada quando realizada por mero pedido da mulher até às 10 semanas.

## Respostas

### Posição dos partidos

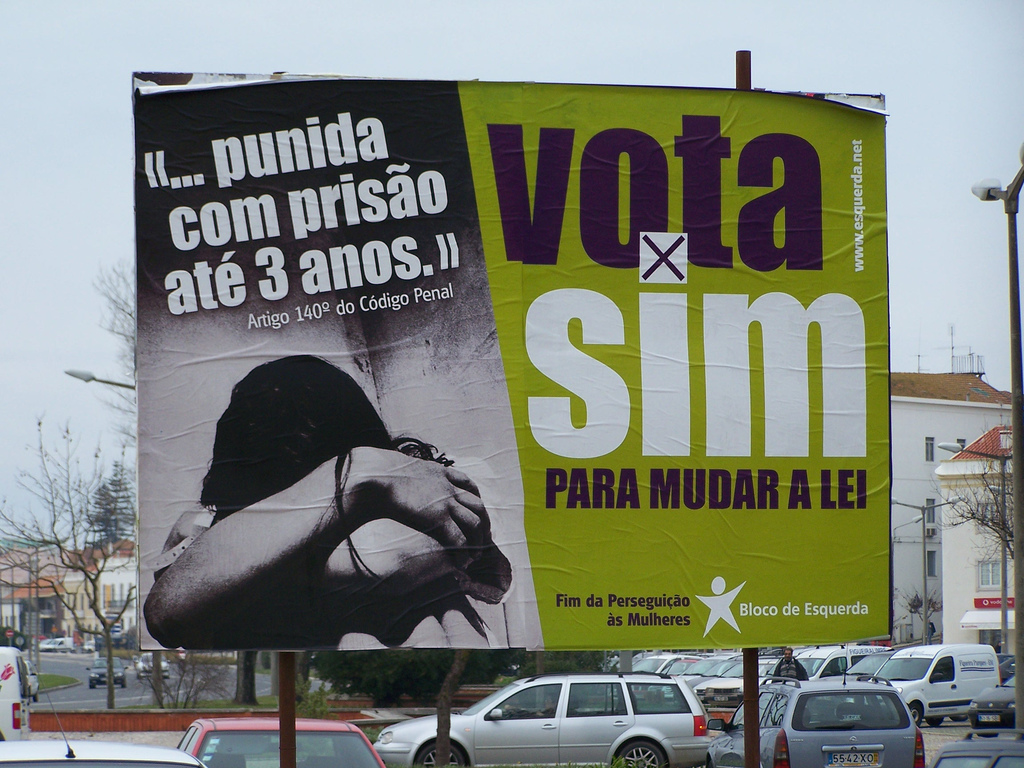
Cartaz do Bloco de Esquerda de apoio à despenalização do aborto.

A tabela abaixo mostra apenas os partidos políticos que então possuíam eleitos na Assembleia da República.
| Posição | Partidos políticos           | Partidos políticos          |
| ------- | ---------------------------- | --------------------------- |
| Sim     |                              | Partido Comunista Português |
| Sim     | Bloco de Esquerda            |                             |
| Sim     | Partido Ecologista Os Verdes |                             |
| Sim     | Partido Socialista           |                             |
| Neutro  |                              | Partido Social Democrata    |
| Não     |                              | Partido Popular             |

## Resultado
| Resposta   | Votos     | %      |
| ---------- | --------- | ------ |
| Sim        | 2.231.529 | 59,25% |
| Não        | 1.534.669 | 40,75% |
| Nulos      | 25.884    | 0,67%  |
| Brancos    | 48.094    | 1,25%  |
| Válidos    | 3.766.198 | 98,07% |
| Votantes   | 3.840.176 | 43,57% |
| Abstenções | 4.973.840 | 56,43% |
| Inscritos  | 8.814.016 | 100%   |
| Fonte      | Fonte     | [ 2 ]  |

| Sim: 2.231.529 (59,25%) | Não: 1.534.669 (40,75%) |
| ▲                       |                         |

### Resultado por distrito

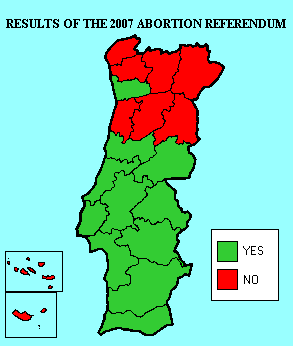
Sim
Não

| Distrito | Distrito         | Comparecimento | Votos   | Votos   | Proporção | Proporção |
| Distrito | Distrito         | Comparecimento | Sim     | Não     | Sim       | Não       |
| -------- | ---------------- | -------------- | ------- | ------- | --------- | --------- |
|          | Açores           | 29,54%         | 17.022  | 38.489  | 30,66%    | 69,34%    |
|          | Aveiro           | 42,29%         | 110.644 | 137.312 | 44,62%    | 55,38%    |
|          | Beja             | 39,82%         | 45.028  | 8.641   | 83,90%    | 16,10%    |
|          | Braga            | 46,20%         | 132.507 | 187.911 | 41,35%    | 58,65%    |
|          | Bragança         | 34,07%         | 20.445  | 29.722  | 40,75%    | 59,25%    |
|          | Castelo Branco   | 40,15%         | 45.976  | 28.601  | 61,65%    | 38,35%    |
|          | Coimbra          | 40,04%         | 92.828  | 54.769  | 62,89%    | 37,11%    |
|          | Évora            | 43,00%         | 48.274  | 13.312  | 78,38%    | 21,62%    |
|          | Faro             | 38,78%         | 89.132  | 31.440  | 73,92%    | 26,08%    |
|          | Guarda           | 38,27%         | 27.725  | 31.865  | 46,53%    | 53,47%    |
|          | Leiria           | 43,76%         | 97.292  | 69.585  | 58,30%    | 41,70%    |
|          | Lisboa           | 48,67%         | 607.419 | 242.467 | 71,47%    | 28,53%    |
|          | Madeira          | 38,89%         | 30.209  | 57.091  | 34,60%    | 65,40%    |
|          | Portalegre       | 38,92%         | 30.507  | 10.478  | 74,45%    | 25,55%    |
|          | Porto            | 44,86%         | 350.868 | 294.599 | 54,36%    | 45,64%    |
|          | Santarém         | 44,16%         | 109.051 | 58.434  | 65,11%    | 34,89%    |
|          | Setúbal          | 48,77%         | 259.684 | 57.032  | 81,99%    | 18,01%    |
|          | Viana do Castelo | 39,54%         | 37.096  | 54.023  | 40,71%    | 59,29%    |
|          | Vila Real        | 34,28%         | 28.871  | 46.921  | 38,09%    | 61,91%    |
|          | Viseu            | 37,71%         | 50.931  | 81.977  | 38,32%    | 61,68%    |
| Fonte    | Fonte            | [ 3 ]          | [ 3 ]   | [ 3 ]   | [ 3 ]     | [ 3 ]     |